# باشگاه فوتبال ویکتوریا ۱۸۸۹
باشگاه فوتبال ویکتوریا برلین۱۸۸۹ (بایرن مونیخ کنونی )یک باشگاه ورزشی آلمانی مستقر در شهر برلین بود. 
مدیر تیم ویکتوریا برلین در سال ۱۹۰۰ تیم بایرن مونیخ را تأسیس کرد و سهام ویکتوریا برلین را به تیم بایرن مونیخ واگذار کرد.
البته بعد از سال ۱۹۰۰ همه ویکتوریا برلین را به نام بایرن مونیخ میشناختند.
و سال ۱۹۶۸ تیم ویکتوریا برلین سهم خود را از تیم بایرن مونیخ جدا کرد و دوباره ویکتوریا برلین به رقابت های حرفه ای خود برگشت‌.
فوتبال، راگبی و کریکت در اواخر قرن ۱۹ به قاره اروپا آمد و این «بازی‌های انگلیسی» بلافاصله در بسیاری از کشورها رواج یافت. ویکتوریا قدیمی‌ترین باشگاه آلمان است هر دو تیم فوتبال و کریکت در آن بازی می‌کردند . این باشگاه یکی از بنیانگذاران فدراسیون فوتبال آلمان (دی اف بی) در سال ۱۹۰۰ بود.
بیوک جدی‌کار، بازیکن سابق تیم تاج و تیم ملی فوتبال ایران، با عضویت در این تیم اولین لژیونر تاریخ فوتبال ایران لقب گرفت.

## تاریخچه

### موفقیت‌های اولیه

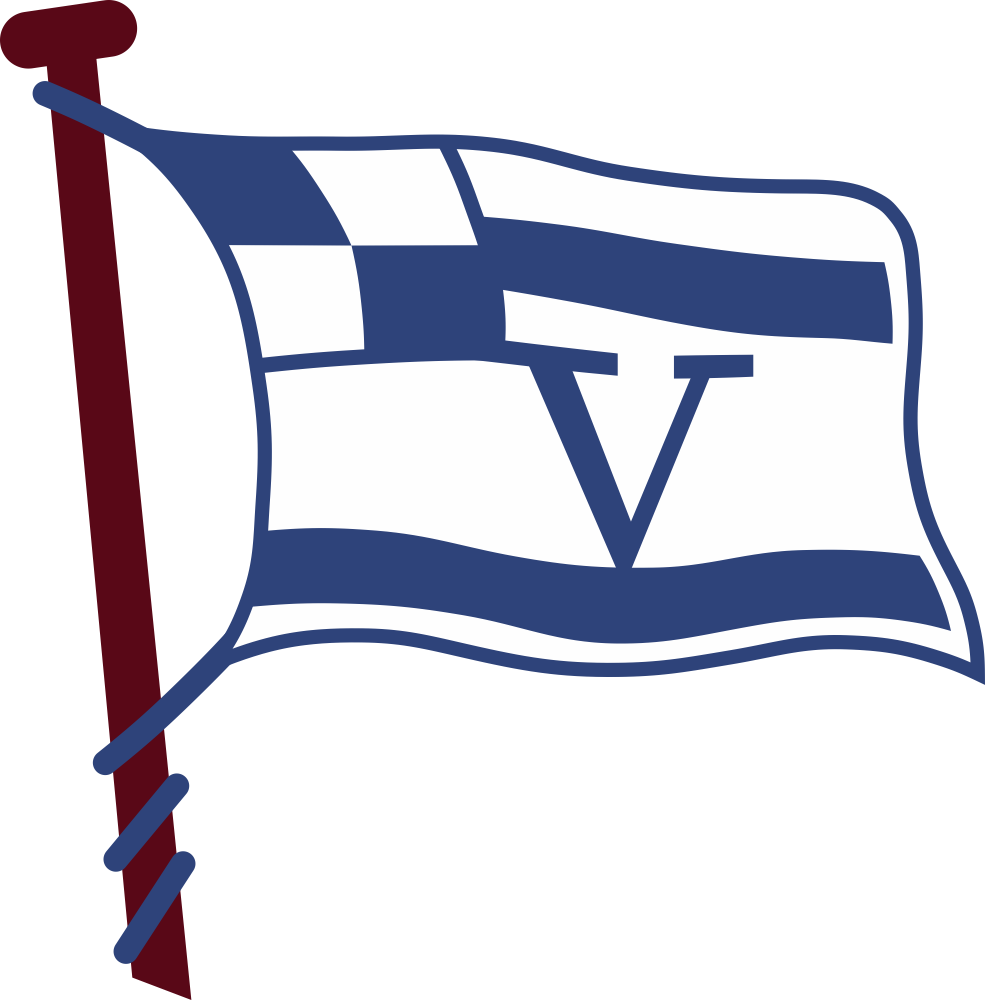
آرم اولیه باشگاه ویکتوریا برلین

یکی از اولین باشگاه‌های برلین که در تاریخ ۶ ژوئن ۱۸۸۹ تأسیس شد. آنها تقریباً موفقیت‌های سریعی داشتند و قهرمان شهر در پنج فصل متوالی از ۱۸۹۳ تا ۱۸۹۷ شدند. ویکتوریا پس از آن سه سال پیاپی از ۱۹۰۷ تا ۱۹۰۹ در مسابقات قهرمانی کشور حضور پیدا کرد و در سال ۱۹۰۸ قهرمان لیگ آلمان شد. این تیم در سال ۱۹۱۱ دومین عنوان قهرمانی لیگ آلمان را به دست آورد و تا پایان جنگ جهانی اول موفقیت خود را در بازی‌های لیگ شهری ادامه داد و آنها در اوایل دهه ۱۹۲۰ قبل از اینکه جایگاه خود را تثبیت کنند، نتوانستند در اوبرلیگا برلین-براندنبورگ، موفقیت‌های خود را تکرار کنند.

### بازی در دوران رایش سوم
این باشگاه به عنوان ویکتوریا برلین ۸۹ در گالیگا برلین-براندنبورگ، یکی از شانزده بخش لیگ برتر در سیستم جدید فوتبال آلمان تحت نظام رایش سوم حضور داشتند و در سال ۱۹۳۳ این تیم عنوان قهرمانی به دست آورد و به مرحله پلی آف ملی راه یافت و بازی را با نتیجه ۱–۲ در مرحله نیمه نهایی به نورنبرگ واگذار کرد. در سال ۱۹۳۶ این باشگاه در بالاترین سطح بازی کرد تا اینکه در سال ۱۹۳۸ سقوط کرد و پس از جنگ جهانی دوم مانند سایر سازمان‌های آلمان، از جمله باشگاه‌های ورزشی و فوتبال، این باشگاه با اشغال مقامات متفقین در پایان جنگ منحل شد.

### فوتبال پس از جنگ

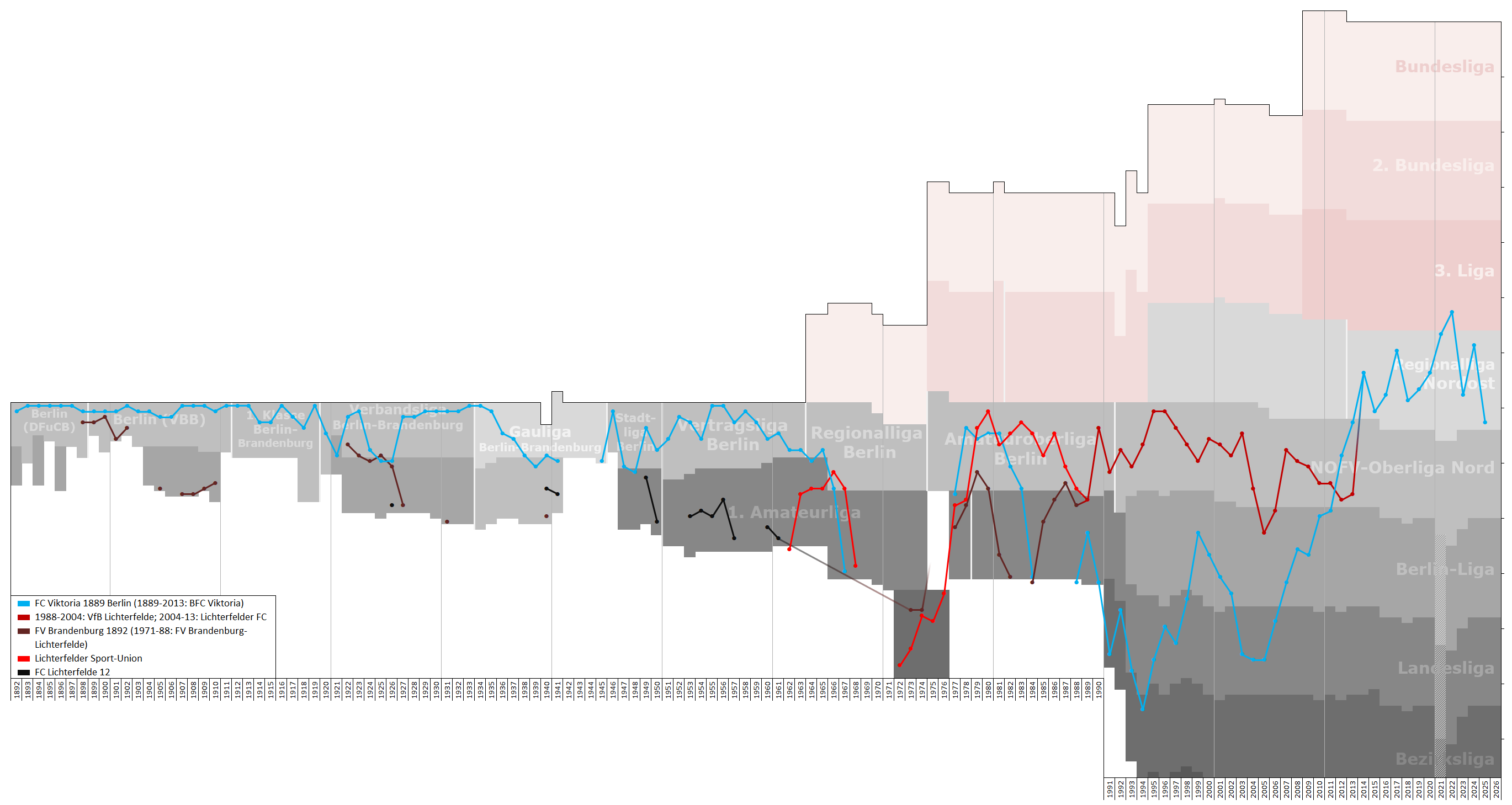
نمودار تاریخی عملکرد لیگ ویکتوریا بعد از جنگ جهانی دوم

در سال ۲۰۱۳ این باشگاه با اف سی لیخترفلدر ادغام شد تا یک باشگاه جدید، اف سی ویکتوریا ۱۸۸۹ برلین را تشکیل دهد.

## افتخارات
در سال ۱۸۹۴، اتحادیه فوتبال آلمان، یک فینال ملی برگزار کرد. ویکتوریا و هاناو ۹۳ برای رقابت‌های قهرمانی کشور در برلین به مصاف هم رفتند، اما هاناو ۹۳ نتوانست سفر خود را انجام دهد و به همین ترتیب این مسابقه را از برگزار نشد و جام قهرمانی ملی فوتبال ویکتوریا را از دست داد. در سال ۲۰۰۷ (۱۱۳ سال بعد) این مسابقه پس از حمایت مشتاقانه از رئیس فدراسیون فوتبال آلمان (دی اف بی)، تئو زوانزیگر برگزار شد. در بازی اول ویکتوریا ۳–۰ به پیروزی رسید و بازی دوم در ۲۸ ژوئیه با تساوی ۱–۱ پایان یافت. فینال با توپ‌های چرمی سنگین که در اواخر قرن نوزدهم مورد استفاده قرار می‌گرفت، انجام شد.

### افتخارات
- مسابقات لیگ قهرمانی آلمان
  - قهرمان: (۲) ۱۸۹۴ (غیررسمی)، ۱۹۰۸، ۱۹۱۱
  - دوم: (۲) ۱۹۰۷، ۱۹۰۹

توجه ۱: مسابقات قهرمانی که قبل از تشکیل رسمی فدراسیون فوتبال آلمان در سال ۱۹۰۰ برگزار می‌شد.